# Arthur Dobsky
Ernst Gustav Arthur Dobsky, auch Artur, (* 3. Februar 1879 in Dresden; † 17. April 1926 in Breslau) war ein deutscher Autor.

## Leben
Arthur Dobsky entstammte einer Schauspielerfamilie und versuchte sich auch selbst kurzzeitig als Schauspieler. Er erlernte nach dem Schulbesuch den Kunsthandel in Dresden. Er beschäftigte sich mit Kunstgeschichte und publizierte Aufsätze und Kunstkritiken in Zeitschriften und Zeitungen. Daneben schrieb er auch Dramen. Er lebte in Stuttgart.

## Veröffentlichungen (Auswahl)
- Moritz Retzsch, der Klassiker-Illustrator. In: Bühne und Welt. Jg. 10, Nr. 1, 1907, S. 491–501.
- Ferdinand von Rayski (1806 bis 1890). Zum Gedächtnis eines deutschen Malers. In: Westermanns Monatshefte. 52. Jahrgang, Band 103, Teil 1, Heft 614, November 1907, S. 274–285 (Textarchiv – Internet Archive).
- Alkohol. Ein Schauspiel in vier Aufzügen. Volger, Leipzig-Gohlis 1909 (Aufgeführt im Oktober 1910 im Residenz Theater, Stuttgart).
- Deutscher Humor im Bilde (= Deutsche Kunsthefte. 4). Müller, Stuttgart 1910.
- Freude an der Kunst. Das Wissenswerteste aus dem Gebiet der Kunstgeschichte in gemeinverständlicher Darstellung zur Anregung für die reifere Jugend und für Erwachsene. Loewes Verlag Ferdinand Carl, Stuttgart 1912.
- (Hrsg.): Volkstümliche Kunst. Halbmonatsschrift zur Förderung und Pflege der Kunst im Leben des Volkes. Verlag für Volkskunst Keutel, Stuttgart 1914.
- Ueber die Tätigkeit der kunstfördernden Vereine in Stuttgart. In: Schwäbisches Heimatbuch (1915), S. 132–140.
- (Hrsg.): Deutsche Volkskunst. Eine Monatsschrift für die Freunde deutscher Kunst. Möller, Lübeck 1916–1917.
- Kunstvergewaltigung (= Monographien zur Zeitgeschichte. 7). Dolge, Stuttgart 1912.
- Bruno Zwiener, ein Kindermaler. Einführungsaufsätze von Artur Dobsky und Dr. Walter Steffens. Begleitender Text zu d. Bildern vom Künstler selbst. Borgmeyer, Breslau 1927.